# Onthophagus rorarius
Onthophagus rorarius là một loài bọ cánh cứng trong họ Bọ hung (Scarabaeidae).